# Vriesea monstrum
Vriesea monstrum là một loài thuộc chi Vriesea. Đây là loài bản địa của Costa Rica và Ecuador.